# 26e Grammy Awards
De 26e editie van de jaarlijkse Grammy Awards uitreiking vond plaats op 28 februari 1984 in het Shrine Auditorium in Los Angeles. De ceremonie werd live uitgezonden door de Amerikaanse tv-zender CBS en werd opnieuw gepresenteerd door John Denver.
De grote winnaar was weinig verrassend: Michael Jackson had in 1983 de muziekwereld op z'n kop gezet met het succes van het album Thriller en de verschillende singles van het album. Jackson werd op voorhand getipt als grote winnaar en die voorspelling kwam uit. Acht Grammy's werden hem toebedeeld, een record dat in 2000 werd geëvenaard door Santana).
Van die acht Grammy's waren er zeven voor Thriller of voor nummers van dat album. De achtste Grammy was in een bijzondere categorie: voor beste kinderplaat. Jackson had het verhaal van E.T. verteld op het album E.T. The Extra Terrestrial, dat prompt de kinder-Grammy won. Jackson zei bij de uitreiking dat van alle Grammy's hij déze de meest waardevolle vond.
Jackson had in acht categorieën gewonnen, maar hij had twaalf nominaties gekregen. Die had hij nooit allemaal kunnen verzilveren, omdat hij in sommige categorieën meerdere keren was genomineerd. De enige categorieën waarin Michael wel was genomineerd, maar geen Grammy won, waren die voor Song of the Year en voor Best Pop Vocal Performance (duo/groep). In beide gevallen moest Jackson het afleggen tegen Every Breath You Take van The Police.
De Britse band won twee Grammy's, terwijl voorman Sting er nog eens twee kreeg. Een andere naam die meerdere prijzen won, was dirigent Georg Solti, die vier keer won. Daarmee kwam zijn totaal op 23 gewonnen Grammy's, een nieuw record. Het oude record stond op naam van Henry Mancini met twintig.
Producer Quincy Jones won vier Grammy's, allemaal door zijn werk met Michael Jackson. Chaka Khan won er drie, onder meer voor haar hit Ain't Nobody.
De film Flashdance leverde drie Grammy's op: een voor Irene Cara (voor Flashdance...What A Feeling), een voor producer Giorgio Moroder en een voor het complete soundtrackalbum.
Opvallende Grammy's waren er voor arrangeur/orkestleider Nelson Riddle die voor de arrangementen op een album van Linda Ronstadt zijn eerste Grammy sinds 1959 won. Dave Grusin won zijn tweede Grammy, vijftien jaar na zijn eerste in 1969.
Er werden in 68 categorieën Grammy's uitgereikt, een record. De genres Latin en Gospel waren in 1984 flink uitgebreid met een aantal nieuwe categorieën.

## Winnaars

### Algemeen
- Record of the Year
  - "Beat It - Michael Jackson (artiest); Michael Jackson & Quincy Jones (producers)
- Album of the Year
  - "Thriller" - Michael Jackson (artiest); Michael Jackson & Quincy Jones (producers)
- Song of the Year
  - Sting (componist) voor Every Breath You Take (uitvoerenden: The Police)
- Best New Artist
  - Culture Club

### Pop
- Best Pop Vocal Performance (zangeres)
  - "Flashdance...What A Feeling" - Irene Cara
- Best Pop Vocal Performance (zanger)
  - "Thriller - Michael Jackson
- Best Pop Vocal Performance (duo/groep)
  - "Every Breath You Take" - The Police
- Best Pop Instrumental Performance
  - "Being With You" - George Benson

### Country
- Best Country Vocal Performance (zangeres)
  - "A Little Good News" - Anne Murray
- Best Country Vocal Performance (zanger)
  - "I.O.U." - Lee Greenwood
- Best Country Vocal Performance (duo/groep)
  - "The Closer You Get" - Alabama
- Best Country Instrumental Performance
  - "Fireball" - New South
- Best Country Song
  - Mike Reid (componist) voor Stranger in My House (uitvoerende: Ronnie Milsap)

### R&B
- Best R&B Vocal Performance (zangeres)
  - "Chaka Khan" - Chaka Khan
- Best R&B Vocal Performance (zanger)
  - "Billie Jean" - Michael Jackson
- Best R&B Vocal Performance (duo/groep)
  - "Ain't Nobody" - Rufus & Chaka Khan
- Best R&B Instrumental Performance
  - "Rockit" - Herbie Hancock
- Best R&B Song
  - Michael Jackson (componist) voor Billie Jean (uitvoerende: Michael Jackson)

### Rock
- Best Rock Vocal Performance (zangeres)
  - "Love Is A Battlefield" - Pat Benatar
- Best Rock Vocal Performance (zanger)
  - "Beat It" - Michael Jackson
- Best Rock Vocal Performance (duo/groep)
  - "Synchronicity" - The Police
- Best Rock Instrumental Performance
  - "Brimstone and Treacle" - Sting

### Blues
- Best Traditional Blues Recording
  - "Blues 'n Jazz" - B.B. King

### Folk/Traditioneel
- Best Ethnic or Traditional Recording
  - "I'm Here" - Clifton Chenier

### Latin
- Beste latin pop-optreden
  - "Me Enamore" - José Feliciano
- Best Tropical Latin Performance
  - "On Broadway" - Tito Puente
- Best Mexican-American Performance
  - "Anselma" - Los Lobos

### Gospel
- Best Gospel Performance (zangeres)
  - "Ageless Medley" - Amy Grant
- Best Gospel Performance (zanger)
  - "Walls of Glass" - Russ Taff
- Best Gospel Performance (duo/groep)
  - "More Than Wonderful" - Larnelle Harris & Sandi Patti
- Best Soul Gospel Performance (zangeres)
  - "We Sing Praises" - Sandra Crouch
- Best Soul Gospel Performance (zanger)
  - "I'll Rise Again" - Al Green
- Best Soul Gospel Performance (duo/groep)
  - "I'm So Glad I'm Standing Here Today" - Barbara Mandrell & Bobby Jones
- Best Inspirational Performance (religieus)
  - ""He's A Rebel" - Donna Summer

### Jazz
- Best Jazz Vocal Performance (zangeres)
  - "The Best Is Yet To Come" - Ella Fitzgerald
- Best Jazz Vocal Performance (zanger)
  - "Top Drawer" - Mel Torme
- Best Jazz Vocal Performance (duo/groep)
  - "Why Not!" - Manhattan Transfer
- Best Jazz Instrumental Performance (solist)
  - "Think of One" - Wynton Marsalis
- Best Jazz Instrumental Performance (groep)
  - "At The Vanguard" - Phil Woods Quartet
- Best Jazz Instrumental Performance (big band)
  - "All in Good Time" - Rob McConnell & The Boss Brass
- Best Jazz Fusion Performance
  - "Travels" - Pat Metheny Group

### Klassieke muziek
Vetgedrukte namen ontvingen een Grammy. Overige uitvoerenden, zoals orkesten, solisten e.d., die niet in aanmerking kwamen voor een Grammy, staan in kleine letters vermeld.
- Best Orchestral Recording
  - "Mahler: Symphony No. 9 In D" - Georg Solti (dirigent); James Mallinson (producer)
  - Chicago Symphony Orchestra, orkest
- Best Classical Vocal Soloist Performance (klassieke zanger[es])
  - "Leontyne Price & Marilyn Horne in Concert at the Met" - Leontyne Price & Marilyn Horne
  - Metropolitan Opera Orchestra o.l.v. James Levine
- Best Opera Recording
  - "Mozart: Le Nozze di Figaro" - Frederica von Stade, Kiri Te Kanawa, Kurt Moll, Lucia Popp, Samuel Ramey & Thomas Allen (solisten); Georg Solti (dirigent); Christopher Raeburn (producer)
  - London Philharmonic Orchestra, orkest

en
- - "Verdi: La Traviata" - Cornell MacNeil, Placido Domingo & Teresa Stratas (solisten); James Levine (dirigent);  Jay David Saks & Max Wilcox (producers)
  - Metropolitan Opera Orchestra, orkest
- Best Choral Performance (koor)
  - "Haydn: The Creation" - Margaret Hills (koordirigente); Georg Solti (dirigent)
  - Chicago Symphony Orchestra & Chorus
- Best Classical Performance (instrumentale solist met orkestbegeleiding)
  - "Haydn: Trumpet Concerto in E Flat/L. Mozart: Trumpet Concerto In D/Hummel: Trumpet Concerto in E Flat" - Wynton Marsalis
  - National Philharmonic Orchestra o.l.v. Raymond Leppard
- Best Classical Performance (instrumentale solist zonder orkestbegeleiding)
  - "Beethoven: Piano Sonatas Nos. 12 & 13" - Glenn Gould
- Best Chamber Music Performance (kamermuziek)
  - "Brahms: Sonata for Cello and Piano in E Minor, Op. 38 and Sonata in F, Op. 99" - Mstislav Rostropovich & Rudolf Serkin
- Best Classical Album
  - "Mahler: Symphony No. 9 in D" - Georg Solti (dirigent); James Mallinson (producer)

### Comedy
- Best Comedy Recording
  - "Eddie Murphy: Comedian" - Eddie Murphy

### Composing & Arranging (Compositie & arrangementen)
- Best Instrumental Composition
  - "Love Theme From Flashdance" - Giorgio Moroder (componist)
- Best Album of Original Score Written for a Motion Picture or A Television Special (Beste film- of tv-soundtrack)
  - "Flashdance" - Craig Krampf, Dennis Matkosky, Douglas Cotler, Duane Hitchings, Giorgio Moroder, Irene Cara, Jerry Hey, Keith Forsey, Kim Carnes, Michael Boddicker, Michael Sembello, Phil Ramone, Richard Gilbert, Ronald Magness & Shandi Sinnamon (componisten)
- Best Arrangement on an Instrumental (Beste instrumentaal arrangement)
  - Dave Grusin (arrangeur) voor "Summer Sketches '82"
- Best Instrumental Arrangement Accompanying Vocal(s) (Beste instrumentaal arrangement met zang)
  - Nelson Riddle (arrangeur) voor What's New (uitvoerende: Linda Ronstadt)
- Best Vocal Arrangement for Two or More Voices (Beste arrangement voor zang)
  - Arif Mardin & Chaka Khan (arrangeurs) voor Be Bop Medley (uitvoerende: Chaka Khan)

### Kinderrepertoire
- Best Recording for Children
  - "E.T. The Extra Terrestrial" - Michael Jackson (artiest); Quincy Jones (producer)

### Musical
- Best Cast Show Album
  - "Cats (Complete Original Broadway Cast Recording)" - Andrew Lloyd Webber (producer)

### Hoezen
- Best Album Package
  - Robert Rauschenberger (ontwerper) voor Speaking in Tongues (uitvoerenden: Talking Heads)
- Best Album Notes (Beste hoestekst)
  - Orrin Keepnews (schrijver) voor The Interplay Sessions (uitvoerende: Bill Evans)

### Production & Engineering (Productie & Techniek)
- Best Engineered Recording, Non-Classical (Beste techniek op een niet-klassiek album)
  - Bruce Swedien (technicus) voor Thriller (uitvoerende: Michael Jackson)
- Best Engineered Recording, Classical (Beste techniek op een klassiek album)
  - James Lock (technicus) voor Mahler: Symphony No. 9 in D (uitvoerenden: Chicago Symphony Orchestra o.l.v. Georg Solti)
- Producer of the Year (Non-Classical)
  - Michael Jackson & Quincy Jones
- Producer of the Year (Classical)
  - Marc Aubort & Joanna Nickrenz

### Gesproken Woord
- Best Spoken Word or Non-Musical Recording
  - "Copland: A Lincoln Portrait" - William Warfield

### Historisch
- Best Historical Album
  - "The Greatest Recordings of Arturo Toscanini - Symphonies, Vol. I" - Allan Steckler & Stanley Walker (producers)

### Video
- Best Video Short Form (Beste videoclip)
  - "Girls on Film/Hungry Like the Wolf" - Duran Duran
- Best Video Album (Beste lange video)
  - "Duran Duran" - Duran Duran

## Verwijzingen
1. ↑  The Milwaukee Sentinel, 29 februari 1984